# Alexander Ritter

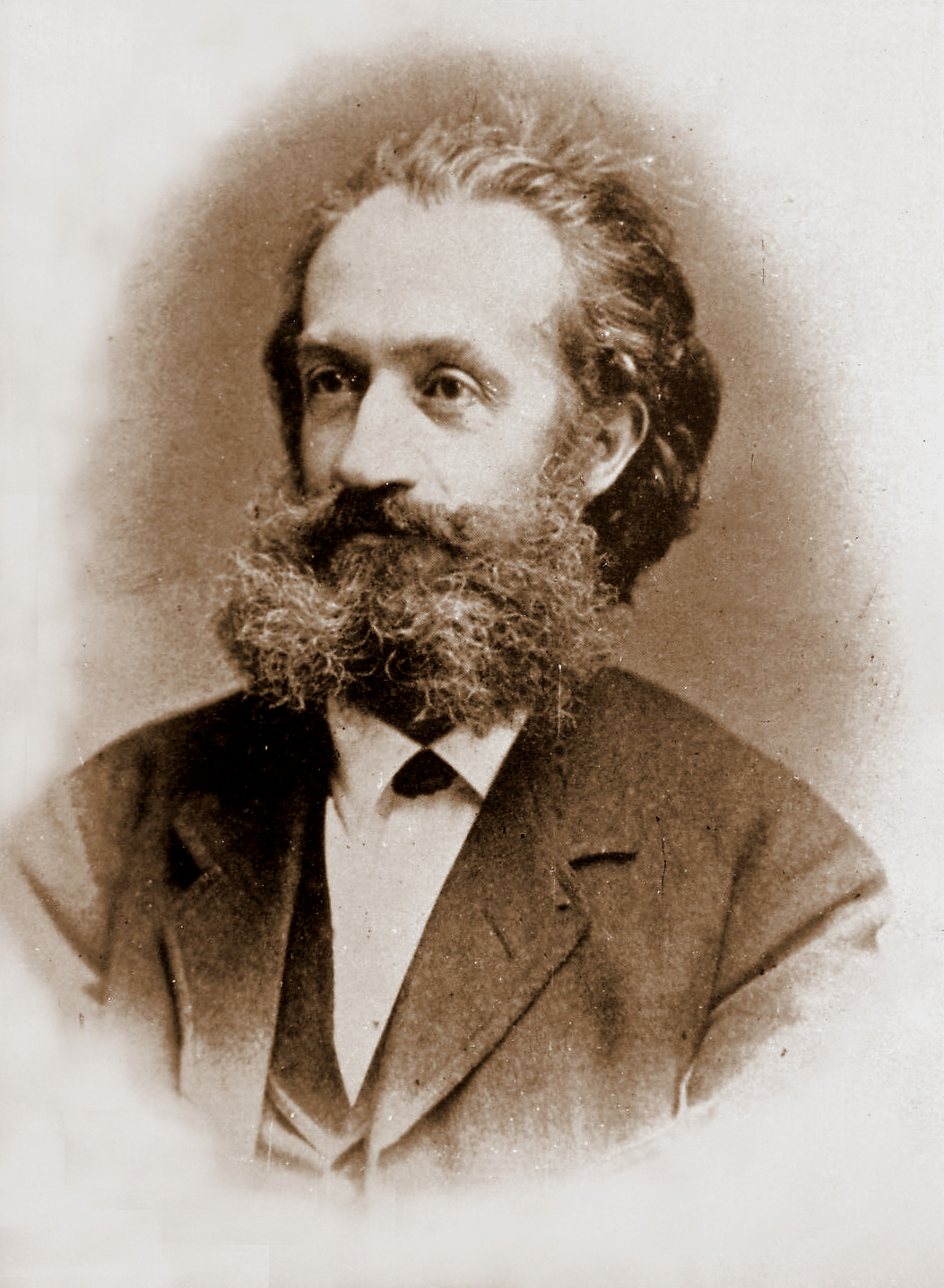
Alexander Ritter.

Alexander Ritter, född 27 juni 1833 i Narva, död 12 april 1896 i München, var en tysk tonsättare.
Ritter blev genom umgänge med Hans von Bülow och Franz Liszt en hängiven anhängare av den nytyska skolan och komponerade, förutom några operor, sex symfoniska dikter (bland annat Olafs Hochzeitreigen och Sursum corda). Han förde som musiker ett omväxlande liv i Weimar, Stettin, Dresden, Würzburg och München.